# Belize nos Jogos Olímpicos de Verão de 2008
Belize competiu nos Jogos Olímpicos de Verão de 2008, que teve lugar em Pequim, na República Popular da China entre 8 e 24 de agosto. O Canal 5 fez a cobertura dos jogos em Belize.

## Desempenho

### Atletismo
| Jayson Jones      | 200 m masculino              | 21.54 | 53 | Não avançou | Não avançou | Não avançou | Não avançou | Não avançou | Não avançou | Não avançou | Não avançou |
| Jonathan Williams | 400m com barreiras masculino | 49.61 | 16 |             |             | 49.64       | 13          | Não avançou | Não avançou |             |             |
| Tricia Flores     | Salto em distância feminino  | 5.25  | 38 |             |             |             |             | Não avançou | Não avançou |             |             |

### Taekwondo
| Atleta           | Prova            | Ronda dos 16           | Quartos-finais         | Semifinais             | Repescagem Quartos-finais | Repescagem Semifinais  | Final                  |
| Atleta           | Prova            | Adversário e resultado | Adversário e resultado | Adversário e resultado | Adversário e resultado    | Adversário e resultado | Adversário e resultado |
| ---------------- | ---------------- | ---------------------- | ---------------------- | ---------------------- | ------------------------- | ---------------------- | ---------------------- |
| Alfonso Martínez | −58 kg masculino | ESP J. Ramos D 2-1     | Não avançou            | Não avançou            | Não avançou               | Não avançou            | Não avançou            |